# Dwi Kora
Dwi Kora is een bestuurslaag in het regentschap Medan van de provincie Noord-Sumatra, Indonesië. Dwi Kora telt 24.160 inwoners (volkstelling 2010).